# Campeonato da Europa de Corta-Mato

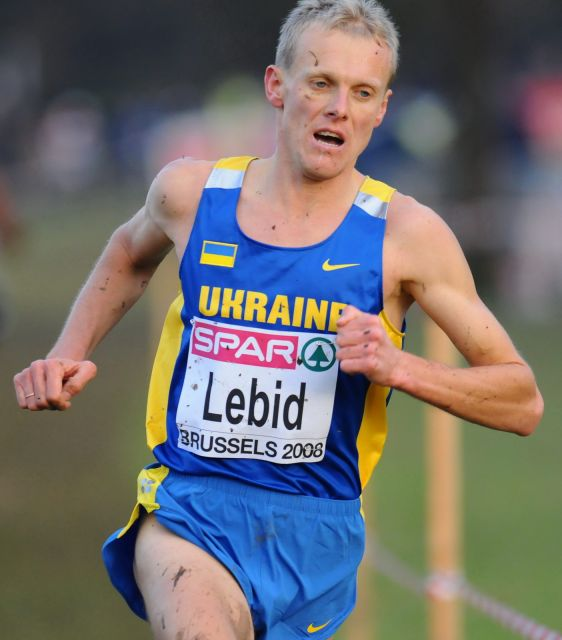
O campeão Serhiy Lebid vencendo em 2008

O Campeonato da Europa de Corta-Mato (português europeu) ou Campeonato da Europa de Cross Country (português brasileiro) é uma competição de corta-mato organizada pela Associação Europeia de Atletismo. Decore numa cidade europeia todos os anos em Dezembro.
Cada edição consiste em seis provas, com os atletas separados por idades e sexo, assim temos as corridas sénior, sub 23 e júnior tanto para homens como para mulheres.
Há distribuição de medalhas a nível individual e para as seleções nacionais. Na competição por equipas contam as posições dos primeiros quatro atletas de cada nação.
A primeira edição teve lugar em 1994 só com provas de seniores. As corridas de juniores foram introduzidas em 1996 e as de sub 23 foram em 2006.
Dos atletas portugueses destacam-se Paulo Guerra (vencedor 4 vezes) e Jéssica Augusto (vencedora da edição de 2010, bem como da corrida júnior de 2000). Mas o grande recordista é o ucraniano Serhiy Lebid, vencedor por nove vezes. 

## Edições
| Edição | Ano  | Cidade                 | País          |
| ------ | ---- | ---------------------- | ------------- |
| I      | 1994 | Alnwick                | Reino Unido   |
| II     | 1995 | Alnwick                | Reino Unido   |
| III    | 1996 | Charleroi              | Bélgica       |
| IV     | 1997 | Oeiras                 | Portugal      |
| V      | 1998 | Ferrara                | Itália        |
| VI     | 1999 | Velenje                | Eslovênia     |
| VII    | 2000 | Malmö                  | Suécia        |
| VIII   | 2001 | Thun                   | Suíça         |
| IX     | 2002 | Medulin                | Croácia       |
| X      | 2003 | Edinburgh              | Reino Unido   |
| XI     | 2004 | Heringsdorf            | Alemanha      |
| XII    | 2005 | Tilburg                | Países Baixos |
| XIII   | 2006 | San Giorgio su Legnano | Itália        |
| XIV    | 2007 | Toro                   | Espanha       |
| XV     | 2008 | Bruxelas               | Bélgica       |
| XVI    | 2009 | Dublin                 | Irlanda       |
| XVII   | 2010 | Albufeira              | Portugal      |
| XVIII  | 2011 | Velenje                | Eslovênia     |
| XIX    | 2012 | Budapeste              | Hungria       |
| XX     | 2013 | Belgrado               | Sérvia        |
| XXI    | 2014 | Samokov                | Bulgária      |
| XXII   | 2015 | Hyères-Toulon          | França        |
| XXIII  | 2016 | Chia                   | Itália        |
| XXIV   | 2017 | Šamorín                | Eslováquia    |
| XXV    | 2018 | Tilburgo               | Países Baixos |
| XXVI   | 2019 | Lisboa                 | Portugal      |